# Fengshuishan
Fengshuishan (kinesiska: 丰水山, 丰水山镇) är en köping i Kina. Den ligger i den autonoma regionen Inre Mongoliet, i den norra delen av landet, omkring 730 kilometer nordost om regionhuvudstaden Hohhot.
Genomsnittlig årsnederbörd är 537 millimeter. Den regnigaste månaden är juni, med i genomsnitt 152 mm nederbörd, och den torraste är januari, med 4 mm nederbörd.